# Comuna Petru Rareș, Bistrița-Năsăud
Petru Rareș este o comună în județul Bistrița-Năsăud, Transilvania, România, formată din satele Bața și Reteag (reședința).
Din comuna Petru Rareș, prin Legea Nr. 67 din 23 martie 2005, publicată în Monitorul Oficial Nr. 251 din 25 martie 2005, au fost desprinse satele Ciceu-Mihăiești, Ciceu-Corabia și Lelești, pentru a se înființa comuna Ciceu-Mihăiești, Bistrița-Năsăud.

## Așezare
Comuna Petru Rareș este situată în partea vestică a județului și are ca vecini: la nord, comuna Ciceu-Giurgești; la est comuna Uriu; la sud-est comuna Braniștea iar la vest și sud județul Cluj.

## Demografie
Componența etnică a comunei Petru Rareș
     Români (54,96%)
     Romi (24,8%)
     Maghiari (12,33%)
     Alte etnii (0,03%)
     Necunoscută (7,88%)
Componența confesională a comunei Petru Rareș
     Ortodocși (62,9%)
     Penticostali (15,09%)
     Reformați (12,03%)
     Alte religii (1,91%)
     Necunoscută (8,06%)
Conform recensământului efectuat în 2021, populația comunei Petru Rareș se ridică la 3.399 de locuitori, în creștere față de recensământul anterior din 2011, când fuseseră înregistrați 3.351 de locuitori. Majoritatea locuitorilor sunt români (54,96%), cu minorități de romi (24,8%) și maghiari (12,33%), iar pentru 7,88% nu se cunoaște apartenența etnică. Din punct de vedere confesional, majoritatea locuitorilor sunt ortodocși (62,9%), cu minorități de penticostali (15,09%) și reformați (12,03%), iar pentru 8,06% nu se cunoaște apartenența confesională.

## Politică și administrație
Comuna Petru Rareș este administrată de un primar și un consiliu local compus din 13 consilieri. Primarul, Ionel Ropan[*], de la Partidul Național Liberal, este în funcție din octombrie 2020. Începând cu alegerile locale din 2024, consiliul local are următoarea componență pe partide politice:
|  | Partid                                 | Consilieri | Componența Consiliului | Componența Consiliului | Componența Consiliului | Componența Consiliului | Componența Consiliului |
|  | -------------------------------------- | ---------- | ---------------------- | ---------------------- | ---------------------- | ---------------------- | ---------------------- |
|  | Partidul Național Liberal              | 5          |                        |                        |                        |                        |                        |
|  | Partidul Social Democrat               | 2          |                        |                        |                        |                        |                        |
|  | Uniunea Democrată Maghiară din România | 2          |                        |                        |                        |                        |                        |
|  | Alianța pentru Unirea Românilor        | 2          |                        |                        |                        |                        |                        |
|  | Partida Romilor „Pro Europa”           | 1          |                        |                        |                        |                        |                        |
|  | Partidul Mișcarea Populară             | 1          |                        |                        |                        |                        |                        |

## Monumente istorice
- Biserica reformat-calvină din satul Reteag, construcție secolul al XIII-lea, monument istoric
- Casa memorială "Ion Pop-Reteganul" din satul Reteag

## Personalități născute aici
- Ion Pop-Reteganul (1853 - 1905), pedagog, scriitor, folclorist.

## Galerie de imagini

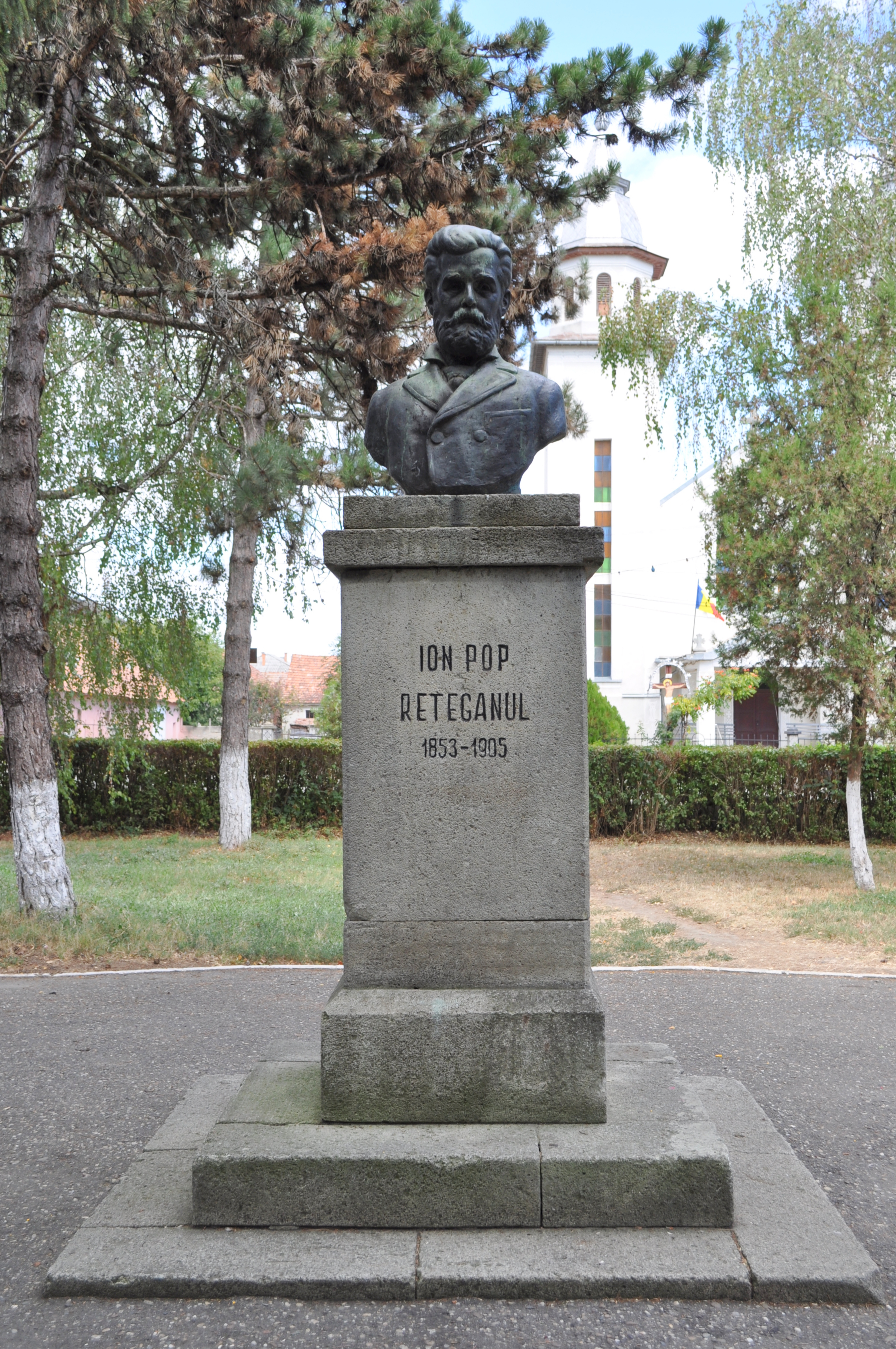
Bustul lui Ion Pop Reteganul
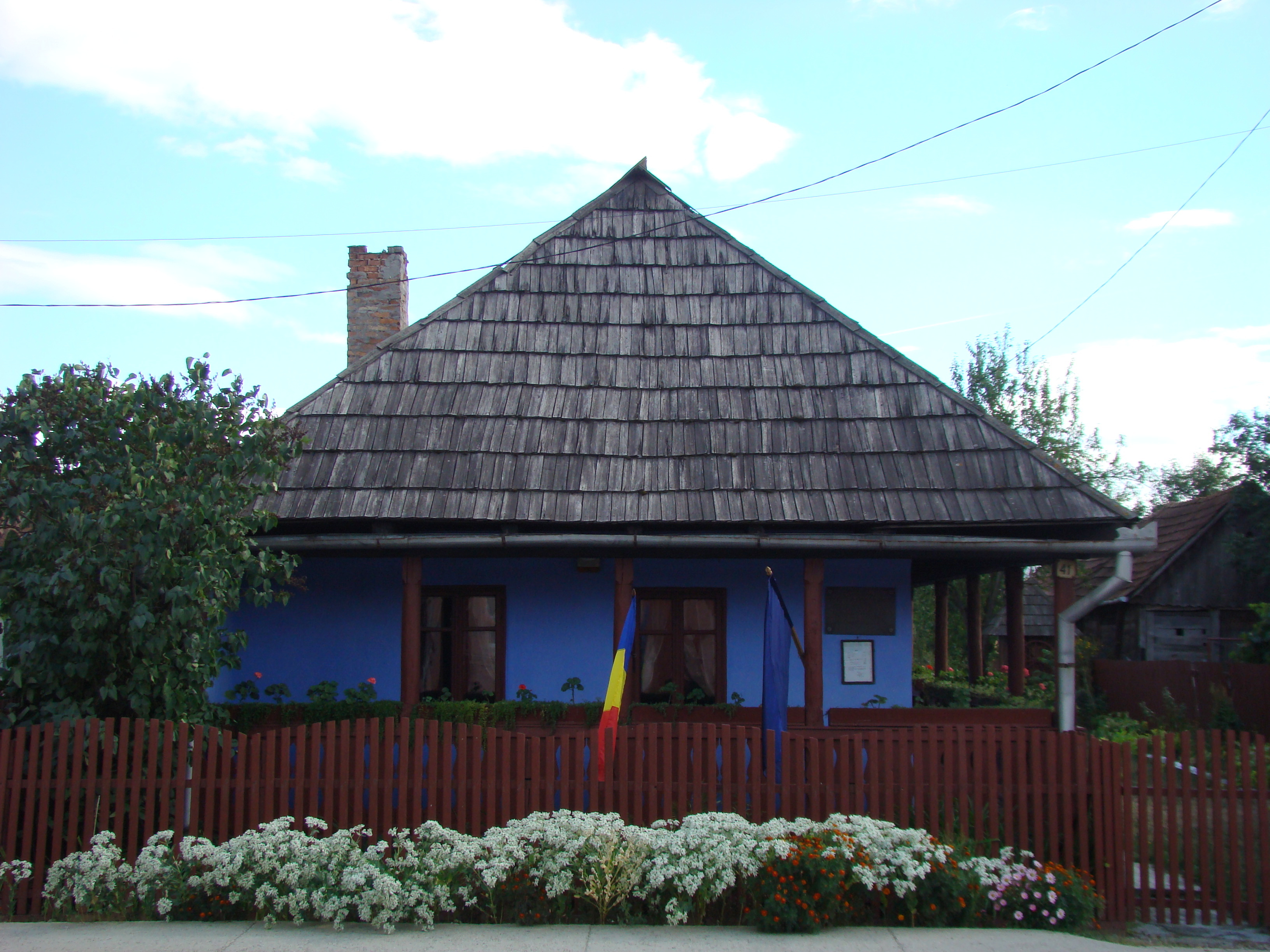
Muzeul memorial "Ion Pop Reteganul"
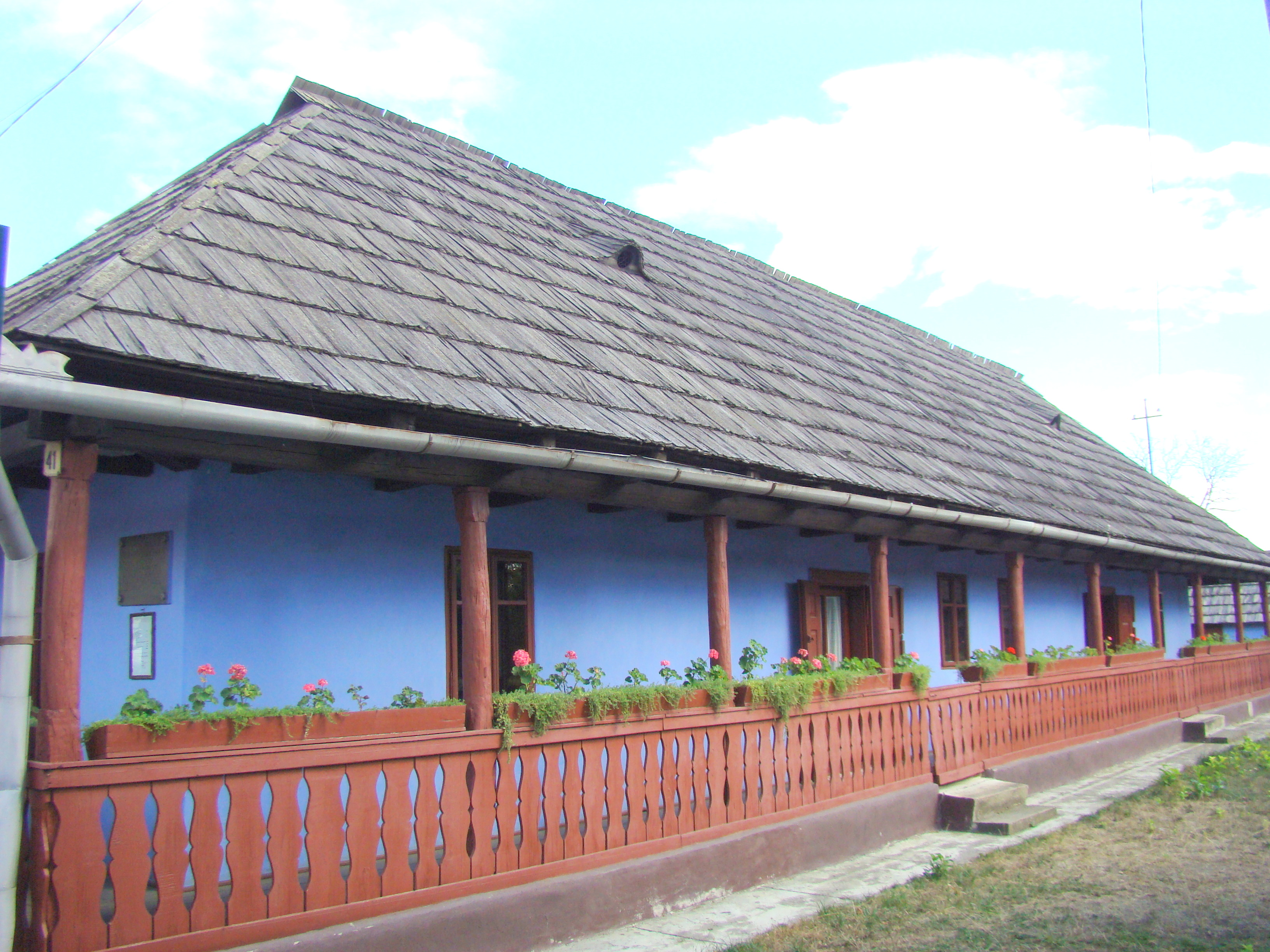
Muzeul memorial "Ion Pop Reteganul"
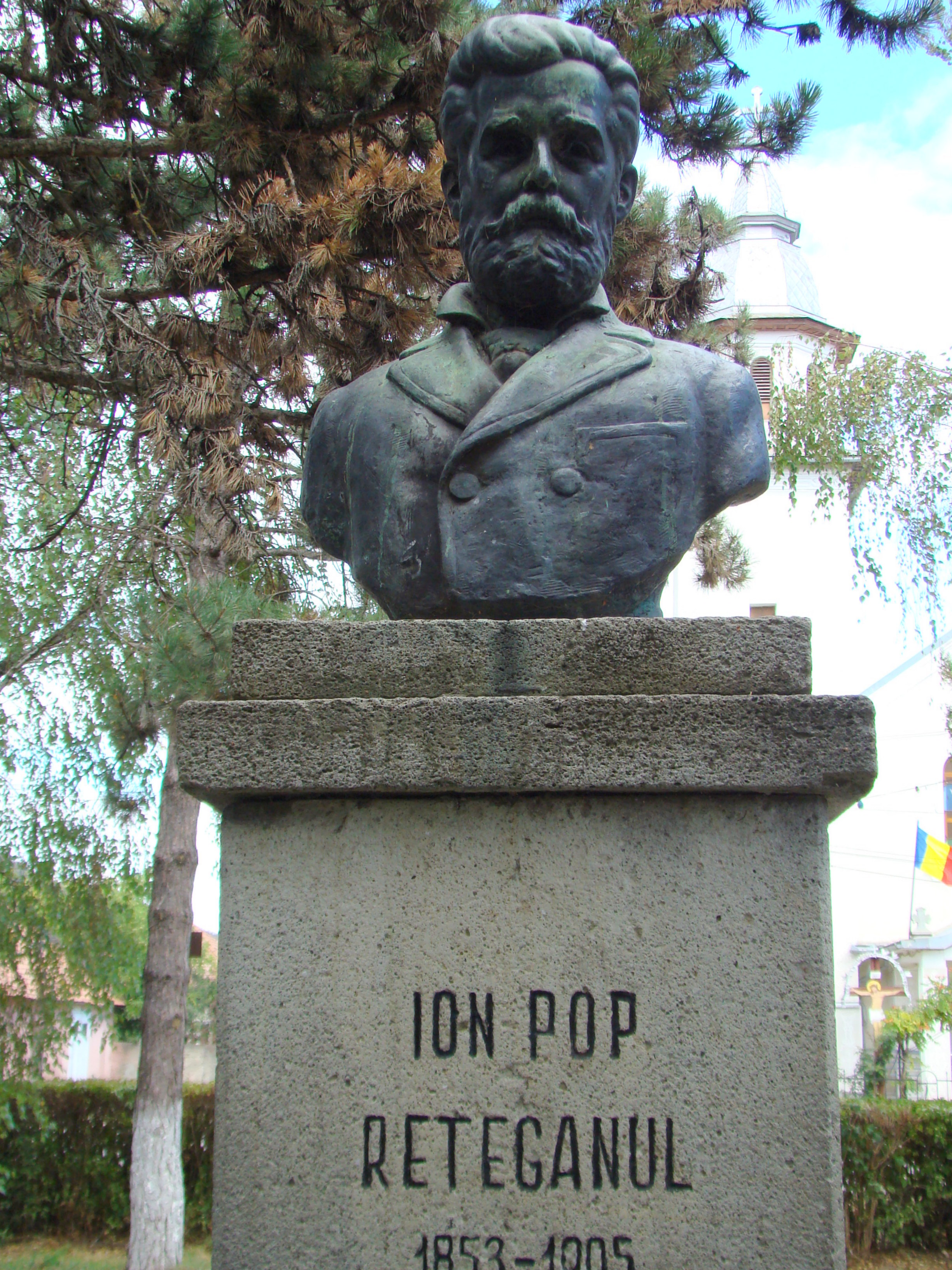
Bustul lui Ion Pop Reteganul
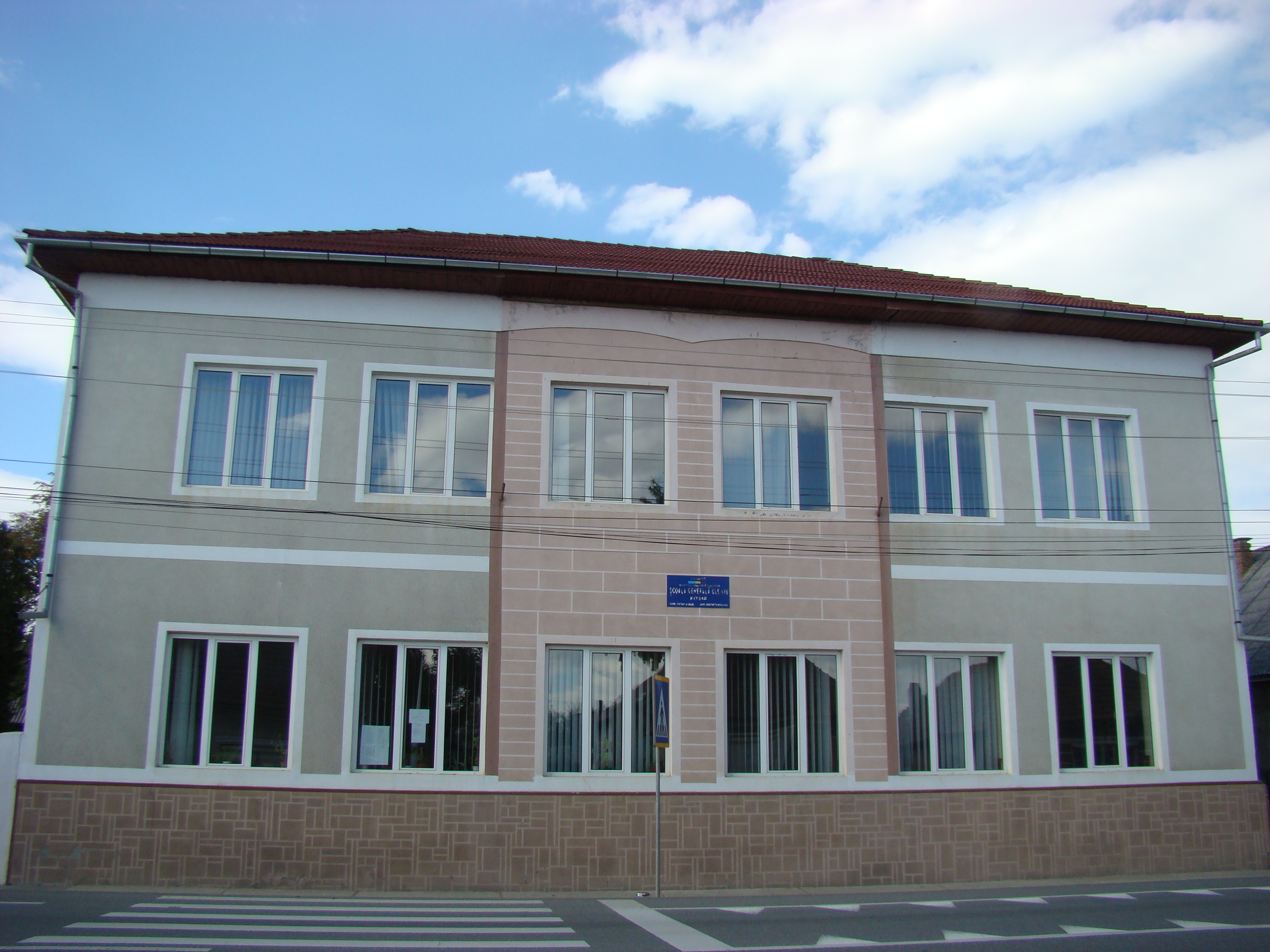
Școala din Reteag
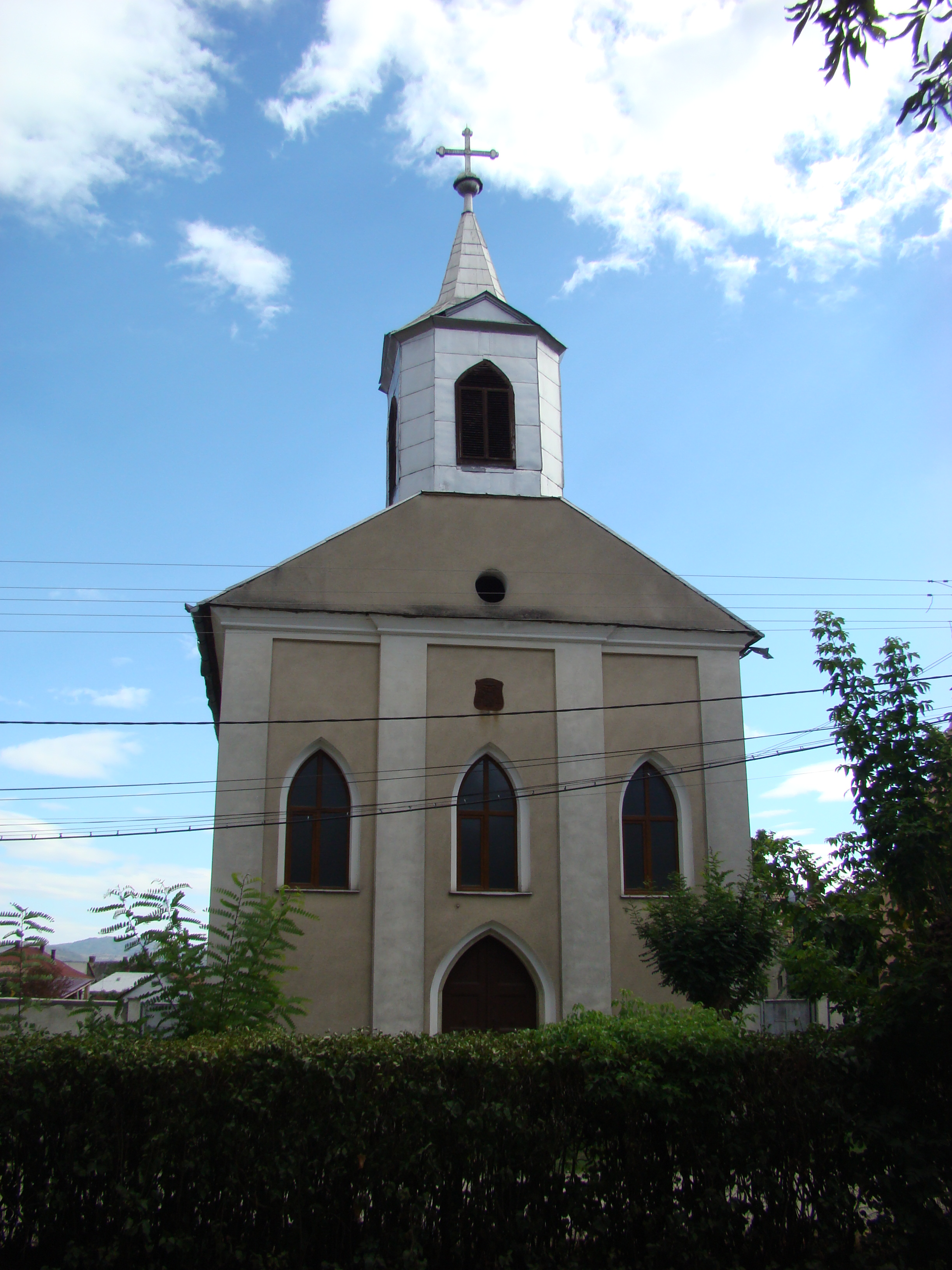
Biserica romano-catolică
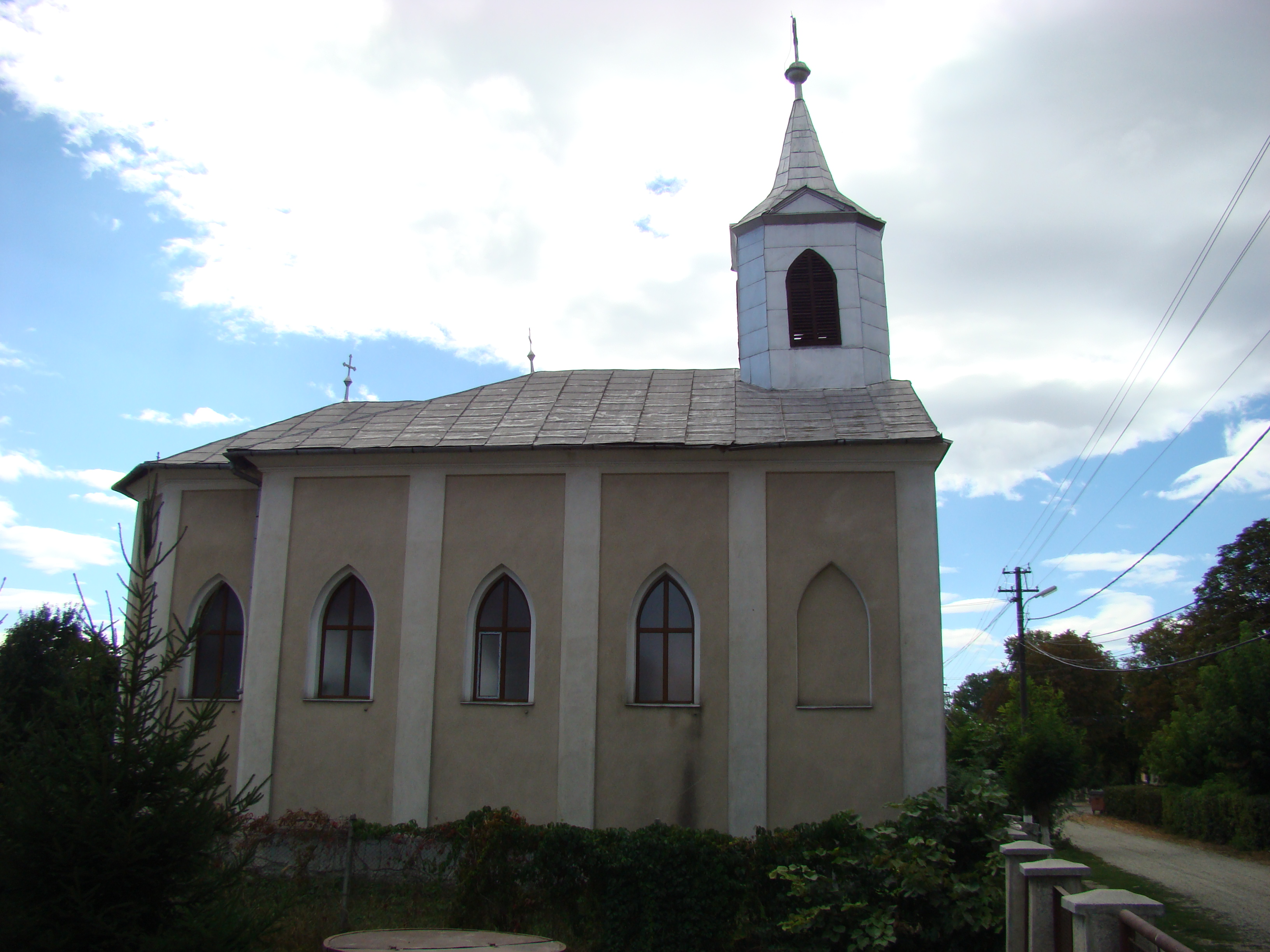
Biserica romano-catolică
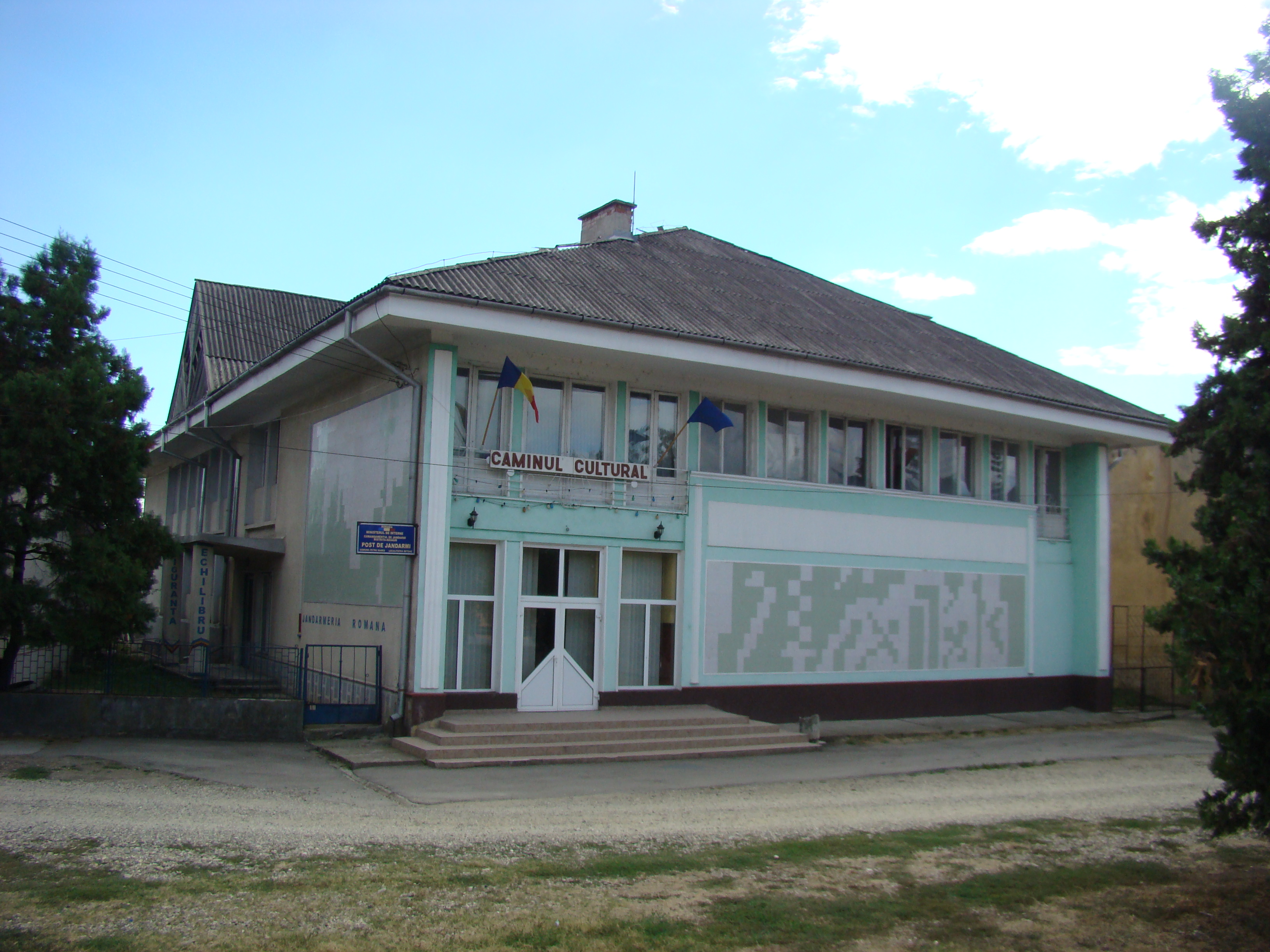
Căminul cultural Reteag
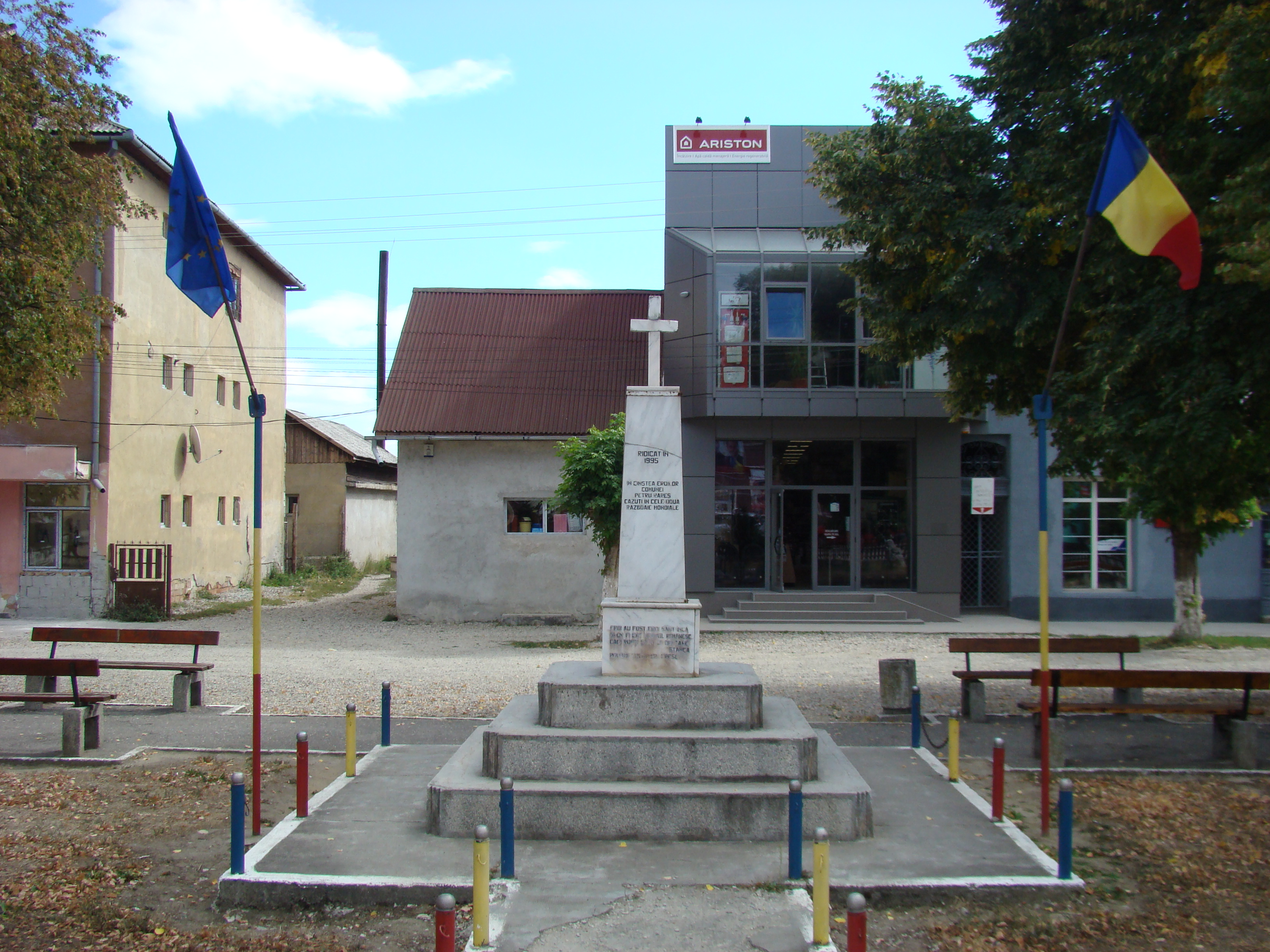
Monumentul eroilor din cele două războaie mondiale